# Ernests
Ernests est un prénom masculin letton pouvant désigner:

## Prénom
- Ernests Birznieks-Upītis (en) (1871-1960), écrivain et traducteur letton
- Ernests Blanks (en) (1894-1972), écrivain et nationaliste letton
- Ernests Foldāts (en) (1925-2003), botaniste et orchidologiste letton-vénézuélien
- Ernests Gulbis (né en 1988), joueur letton de tennis
- Ernests Gūtmanis (en) (1901-?), boxeur olympique letton
- Ernests Kalve (né en 1987), joueur letton de basket-ball
- Ernests Mālers (en) (1903-1982), coureur cycliste letton
- Ernests Štālbergs (1883-1958), architecte letton
- Ernests Vīgners (en) (1850-1933), compositeur et chef d'orchestre letton